# Архиепархия Бобо-Диуласо
Архиепархия Бобо-Диуласо (лат. Archidioecesis Bobodiulassensis) — архиепархия Римско-Католической Церкви с центром в городе Бобо-Диуласо, Буркина-Фасо. В архиепархию Бобо-Диуласо входят епархии Банфора, Гавы, Дедугу, Дебугу, Нуна.

## История
15 декабря 1927 года Римский папа Пий XI учредил буллой Expedit апостольскую префектуру Бобо-Диуласо, выделив её из апостольского викариата Бамако и Апостольского викариата Уагадугу (сегодня — архиепархия Уагадугу). 9 марта 1937 года апостольская префектура Бобо-Диуласо была преобразована в апостольский викариат.
9 июня 1942 года и 12 июня 1947 года Апостольский викариат Бобо-Диуласо уступил часть своей территории апостольской префектуре Гао (сегодня — епархия Мопти) и апостольской префектуре Сикассо (сегодня — епархия Сикассо).
14 сентября 1955 года Римский папа Пий XII учредил буллой Dum tantis преобразовал Апостольский викариат Бобо-Диуласо в епархию.
18 октября 1968 года и 27 июня 1998 года епархия Бобо-Диуласо уступила часть своей территории епархии Банфора и епархии Дебугу.
5 декабря 2000 года Римский папа Иоанн Павел II преобразовал буллой Afrorum ecclesiales епархию Бобо-Диуласо в архиепархию.

## Ординарии архиепархии
- епископ Cesario Giovanni Ippolito Esquerre (11.01.1928 — 1933);
- епископ Marcello Paternôt (26.10.1934 — 1937);
- епископ Louis-Joseph-Ephrem Groshenry (17.06.1937 — 15.05.1941);
- епископ André-Joseph-Prosper Dupont (8.07.1941 — 12.12.1974);
- епископ Anselme Titianma Sanon (12.12.1974 — по настоящее время).

## Источник
- Annuario Pontificio, Ватикан, 2007
- Бреве Expedit, AAS 20 (1928), p. 67 Архивная копия от 27 марта 2010 на Wayback Machine  (лат.)
- БуллаDum tantis, AAS 48 (1956), p. 113 Архивная копия от 27 марта 2010 на Wayback Machine  (лат.)
- Булла Afrorum ecclesiales Архивная копия от 18 мая 2014 на Wayback Machine  (лат.)